# Кабайгуан
Кабайгуан  (исп.) — муниципалитет и город в провинции Санкти-Спиритус, Куба. С населением в 30135 человек, город — третий по населению в провинции.
Основан в 1894 году, статус муниципалитета получил в 1924 году.

## Население
В 2004 году население составляло 67224 человека, при площади в 597 км², плотность населения 112,6/км². Большинство — выходцы и потомки выходцев с Канарских островов (85 %).

## Экономика
Кабайган известен своими сигарами. В муниципалитете есть небольшой сигарный завод.
Один из четырёх в стране нефтеперерабатывающих заводов.